# Prix Camille-de-Wazières
Le prix Camille-de-Wazières est une course hippique de trot monté qui se déroule au mois de septembre sur l'hippodrome de Vincennes à Paris (en janvier avant 2022).
C'est une course de Groupe II réservée aux chevaux de 4 ans (hongres exclus), ayant gagné au moins 32 000 € (conditions en 2024).
Elle se court sur la distance de 2 700 mètres (grande piste, 2 175 mètres avant 2022). L'allocation 2024 est de 120 000 € dont 54 000 € au vainqueur.
Depuis 2023, la course est mixte. Elle était auparavant réservée aux poulains, son équivalent pour les femelles étant en 2022 le prix Émile-Riotteau ayant lieu le même jour. Avant cette date, c'était le prix de Pardieu. Avant 2009, la course était également ouverte aux femelles.
Créée en janvier 1948, la course prend dans le calendrier la place du prix de l'Orne aux conditions similaires,. Elle honore Camille de Wazières (1884-1938), propriétaire-éleveur à Martinsart (Somme), driver et jockey, membre du Comité de la Société du demi-sang et vice-président de l’Association des propriétaires de chevaux. Il était le fils d'Arthur de Wazières, éleveur de chevaux et promoteur du cheval de trait boulonnais réputé pour sa résistance.

## Palmarès depuis 1960
| Année | Vainqueur          | Père               | Jockey                   | Entraîneur               | Distance | Réd.km |
| ----- | ------------------ | ------------------ | ------------------------ | ------------------------ | -------- | ------ |
| 2024  | Kaya Dream         | Unbridled Charm    | Damien Bonne             | Étienne Dubois           | 2 700 m  | 1'13"3 |
| 2023  | Jean Balthazar     | Alto de Viette     | Alexandre Abrivard       | Pascal Castel            | 2 700 m  | 1'13"5 |
| 2022  | Inshore            | Real de Lou        | Alexandre Abrivard       | Laurent-Claude Abrivard  | 2 700 m  | 1'14"5 |
| 2021  | Helitlopet         | Un Charme Fou      | Adrien Lamy              | Franck Leblanc           | 2 175 m  | 1'12"2 |
| 2020  | Gospel Pat         | Uriel Speed        | David Thomain            | Philippe Allaire         | 2 175 m  | 1'12"9 |
| 2019  | Fado du Chêne      | Singalo            | Paul-Philippe Ploquin    | Julien Le Mer            | 2 175 m  | 1'12"1 |
| 2018  | Ezréal Jiel        | Rédéo Josselyn     | Jean-Luc Dersoir         | Jean-Luc Dersoir         | 2 175 m  | 1'13"1 |
| 2017  | Dollar Macker      | Ready Cash         | Yoann Lebourgeois        | Philippe Allaire         | 2 175 m  | 1'12"7 |
| 2016  | Cyprien des Bordes | Ouragan de Celland | Jean-Loïc-Claude Dersoir | Joël Hallais             | 2 175 m  | 1'13"7 |
| 2015  | Bocage d'Ortige    | Mirage du Goutier  | Matthieu Abrivard        | Sébastien Guarato        | 2 175 m  | 1'12"3 |
| 2014  | Al Capone Jet      | Jag de Bellouet    | Matthieu Abrivard        | Nicolas Raimbeaux        | 2 175 m  | 1'13"8 |
| 2013  | Vincitore Ermitage | Epicondyle         | David Thomain            | Damien Bonne             | 2 175 m  | 1'13"5 |
| 2012  | Up Market          | Obrillant          | Yoann Lebourgeois        | Philippe Allaire         | 2 175 m  | 1'14"  |
| 2011  | Tucson             | Coktail Jet        | Jonathan Carré           | Philippe Allaire         | 2 175 m  | 1'13"3 |
| 2010  | Scipion du Goutier | Goetmals Wood      | Franck Nivard            | Franck Leblanc           | 2 175 m  | 1'14"5 |
| 2009  | Rêve des Vallées   | Kiwi               | Franck Nivard            | Anais Clairchamp         | 2 175 m  | 1'14"6 |
| 2008  | Quinta des Lucas   | Cygnus d'Odyssée   | Romain-Christian Larue   | Bruno Marie              | 2 175 m  | 1'13"9 |
| 2007  | Prince de Montfort | Ipsos de Montfort  | Maxime Bézier            | Sébastien Guarato        | 2 850 m  | 1'15"9 |
| 2006  | Option Force       | Goetmals Wood      | Philippe Masschaele      | Luc Roelens              | 2 850 m  | 1'16"7 |
| 2005  | Nancy Menuet       | Goetmals Wood      | Éric Raffin              | Yannick Gervais          | 2 850 m  | 1'16"9 |
| 2004  | Mon Jeu Diam       | Big Prestige       | Matthieu Abrivard        | Patrick Thibout          | 2 725 m  | 1'19"9 |
| 2003  | Latinus            | Dahir de Prélong   | Jean-Loïc-Claude Dersoir | Joël Hallais             | 2 725 m  | 1'17"9 |
| 2002  | King du Perthois   | Podosis            | Jean-Loïc-Claude Dersoir | Jean-Loïc-Claude Dersoir | 2 700 m  | 1'18"1 |
| 2001  | Jairo des Veys     | Allegro            | Pierre-Yves Verva        | Joachim Marteau          | 2 700 m  | 1'17"4 |
| 2000  | Idéal de l'Iton    | Cygnus d'Odyssée   | Michel Lenoir            | Michel Roussel           | 2 700 m  | 1'18"7 |
| 1999  | Hibiscus du Rib    | Quito du Vivier    | Jean-Loïc-Claude Dersoir | Joël Hallais             | 2 700 m  | 1'19"6 |
| 1998  | Gai Brillant       | Podosis            | Jean-Philippe Mary       | Philippe Allaire         | 2 725 m  | 1'18"2 |
| 1997  | Fort Pile          | Ouragon            | Jean-Loïc-Claude Dersoir | Joël Hallais             | 2 700 m  | 1'21"9 |
| 1996  | Easy To Drive      | Royal Ludois       | Jean-Philippe Mary       | Jean-Claude Mariette     | 2 700 m  | 1'19"5 |
| 1995  | Destin de Busset   | Opus Dei           | Philippe Békaert         | Ulf Nordin               | 2 725 m  | 1'21"7 |
| 1994  | Courlis du Pont    | Opus Dei           | Laurent-Claude Abrivard  | Ulf Nordin               | 2 700 m  | 1'19"3 |
| 1993  | Boy du Pré         | Podosis            | Jean-Philippe Mary       | Philippe Allaire         | 2 675 m  | 1'19"6 |
| 1992  | Athos du Houlbet   | Marco Bonheur      | Alain Laurent            | Paul Viel                | 2 650 m  | 1'22"3 |
| 1991  | Voici du Niel      | Kimberland         | Laurent-Claude Abrivard  | Ulf Nordin               | 2 650 m  | 1'21"4 |
| 1990  | Ursulo de Crouay   | Mivus              | Philippe Gillot          | Joël Hallais             | 2 675 m  | 1'20"6 |
| 1989  | Tristan d'Essarts  | Jiosco             | Alain Laurent            | Stig Engberg             | 2 650 m  | 1'20"5 |
| 1988  | Stirwen            | Valmont            | Jacques-Maurice Riaud    | Guy Lhomet               | 2 650 m  | 1'22"6 |
| 1987  | Ramage             | Firstly            | Alain Sionneau           | Guy-Maurice Dreux        | 2 675 m  | 1'22"8 |
| 1986  | Querfeu            | Feu Vert           | Pierre Levesque          | Jean-Pierre Léger        | 2 650 m  | 1'21"8 |
| 1985  | Podosis            | Florestan          | Patrick Chéradame        | Roger Ledoyen            | 2 675 m  | 1'22"8 |
| 1984  | Opimius            | Brutus Lucius      | Jean-Claude Hallais      | Roger Baudron            | 2 600 m  | 1'22"3 |
| 1983  | Navigo             | Elpénor            | Jean-Claude Hallais      | Roger Baudron            | 2 600 m  | 1'22"3 |
| 1982  | Mabrouka           | Balfour            | Yves Dreux               | Ali Hawas                | 2 625 m  | 1'21"4 |
| 1981  | Levorino           | Kerjacques         | Alain Laurent            | Stig Engberg             | 2 600 m  | 1'23"2 |
| 1980  | Kagino             | Quérido II         | Pascal Békaert           | Annick Dreux             | 2 600 m  | 1'21"7 |
| 1979  | Jeune Orange       | Chambon P          | Alain Sionneau           | Gaston Pelletier         | 2 600 m  | 1'22"1 |
| 1978  | Ipsilon            | Umbre d'Or         | Jean Mary                | Louis Boulard            | 2 600 m  | 1'23"8 |
| 1977  | Houkopulco         | Mitsouko           | Alain Sionneau           |                          | 2 600 m  | 1'22"4 |
| 1976  | Gazon              | Quasipyl           | Gérard Mascle            |                          | 2 600 m  | 1'23"5 |
| 1975  | Fondon             | Quasipyl           | Gérard Mascle            |                          | 2 600 m  | 1'23"6 |
| 1974  | Elpénor            | Quioco             | Jean Mary                |                          | 2 600 m  | 1'20"8 |
| 1973  | Diamant P          | Quatt Cent Trois   | Alain Laurent            |                          | 2 600 m  | 1'24"1 |
| 1972  | Carnaval           | Lucky Williams     | Louis Hanse              |                          | 2 600 m  | 1'23"  |
| 1971  | Bellino II         | Boum III           | René Fabre               |                          | 2 600 m  | 1'21"6 |
| 1970  | Ajaccien           | Mario              | Louis Sauvé              |                          | 2 600 m  | 1'22"2 |
| 1969  | Vaissa             | Écusson            | François Brohier         |                          | 2 600 m  | 1'21"7 |
| 1968  | Uriage IV          | Feu Follet X       | Maurice Riaud            |                          | 2 600 m  |        |
| 1967  | Tabriz             | Feu Follet X       | Pierre Giffard           |                          | 2 600 m  | 1'23"4 |
| 1966  | Sole Mio B         | Carioca II         | Gérard Mascle            |                          | 2 600 m  | 1'24"2 |
| 1965  | Rigel              | Éboué Wilkes       | Gérard Mascle            |                          | 2 600 m  | 1'24"3 |
| 1964  | Quiscale           | Éboué Wilkes       | Pierre Giffard           |                          | 2 600 m  | 1'22"9 |
| 1963  | Prince des Veys    | Fandango           | François Brohier         |                          | 2 600 m  |        |
| 1962  | Olten L            | Carioca II         | Michel-Marcel Gougeon    |                          | 2 600 m  | 1'22"8 |
| 1961  | Noble Épine        | Aristo             | Jean Mary                |                          | 2 600 m  | 1'24"1 |
| 1960  | Marcus             | Boum III           | J. Rigaud                |                          | 2 600 m  | 1'25"3 |

## Sources
- Pour les conditions de course et les dernières années du palmarès : site de la SETF
- Pour les courses plus anciennes : archives des quotidiens  (Ouest-France, Sud-Ouest…)